# André Chérasse
André Chérasse, né le 23 janvier 1906 au Montet (Allier) et mort le 10 février 1997 à Bois-Guillaume, est un homme politique français, député UNR-UDT de la 4e circonscription de la Seine-Maritime de 1962 à 1967.

## Biographie
Licencié en droit et diplômé d’État-major, André Chérasse est chef régional de la Résistance et colonel de gendarmerie de Rouen. Il commande les forces de gendarmerie d'Algérie et du Sahara (10e région militaire) depuis le putsch d'avril 1961 jusqu'en mai 1962 et est l'un des quatre témoins de l'accusation au procès Salan. Il est professeur à l’École supérieure de guerre.
Il est domicilié à Bihorel dans les années 1960 et 1970.

### Décorations
- Officier de la Légion d'honneur[Quand ?]
- Croix de guerre 1939–1945
- Médaille de la Résistance française avec rosette (décret du 24 avril 1946)[3]
- Croix du combattant volontaire de la Résistance
- Croix de la Valeur militaire
- Médaille de la Reconnaissance française, argent